# فرانچسکو لیسی
فرانچسکو لیسی (انگلیسی: Francesco Lisi؛ زادهٔ ۳ سپتامبر ۱۹۸۹) بازیکن فوتبال اهل ایتالیا است.
از باشگاه‌هایی که در آن بازی کرده‌است می‌توان به باشگاه فوتبال پیزا اشاره کرد.